# Cà phê sữa đá

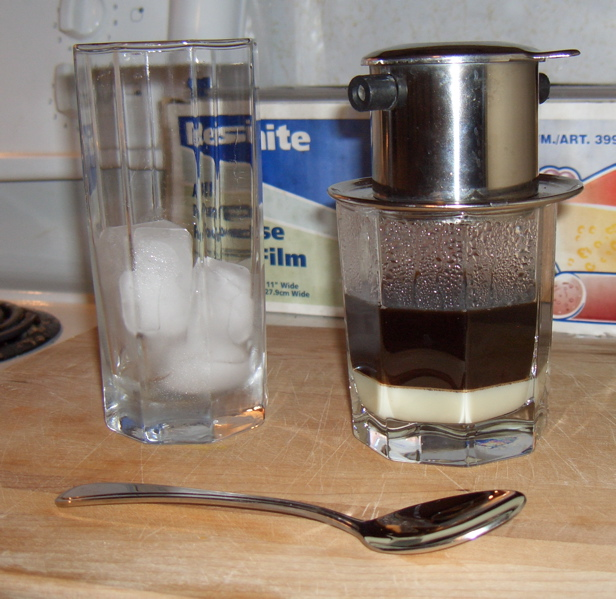
Cà phê sữa đá pronto para ser virado sobre copo com gelo.

Cà phê sữa đá e um tipo de café servido gelado, tradicional do Vietnã.

## História
O café foi introduzido no Vietnã pelos colonos franceses no fim do século XIX. O país tornou-se rapidamente um grande exportador de café no mundo. A bebida foi adotada com variações por região. Devido a dificuldade de encontrar leite fresco, os francêses e vietnamitas passaram a adoçá-lo com leite condensado.